# Scott Brennan
Scott Brennan (født 9. januar 1983 i Hobart) er en australsk tidligere roer og olympisk guldvinder.
Brennan deltog første gang i de olympiske lege i 2004 i Athen, hvor han stillede op i dobbeltfireren. Australierne blev nummer tre i det indledende heat og nummer fire i semifinalen, hvorved de kom i B-finalen, som de vandt; dermed blev de samlet nummer syv.
Ved OL 2008 i Beijing roede han dobbeltsculler sammen med David Crawshay. De to australiere vandt først deres indledende heat, derpå semifinalen, og i finalen sejrede de endnu engang, i tiden 6.27,77 minutter, mere end et sekund foran esterne Tõnu Endrekson og Jüri Jaanson, mens briterne Matt Wells og Steve Rowbotham blev nummer tre.
Crawshay og Brennan deltog i samme bådtype ved OL 2012 i London, men efter en fjerdeplads i det indledende heat måtte de i opsamlingsheatet, hvor de dog sejrede og dermed kom i semifinalen. Her blev det til en femteplads og deltagelse i B-finalen, hvor de med en andenplads endte på en samlet ottendeplads i konkurrencen.

## OL-medaljer
- 2008:  Guld i dobbeltsculler